# Marzyciele (album)
Marzyciele – drugi studyjny album zespołu Milkshop wydany w 2006 roku nakładem Universal Music Group.

## Lista utworów
1. „Upajać się nocą” – 3:55
2. „Smalltown Boy” – 3:39
3. „Marzyciele” – 3:18
4. „Pomiędzy słowami” – 4:04
5. „Przestań” – 2:54
6. „Złe tango” – 4:01
7. „Za wodą” – 3:17
8. „Wianek” – 3:25
9. „Spacer” – 3:24
10. „Chodź pomaluj mój świat” – 2:18
11. „Sweet Harmony” – 4:42
12. „Astro” – 4:28
13. „Zaufaj miłości” – 4:16

## Muzycy
- Izabela Tomczyk
- Piotr Krakowski